# Gilli (Rapper)
Gilli (* 27. Juni 1992 in Rødovre; eigentlich Kian Rosenberg Larsson) ist ein dänischer Rapper.

## Biografie
Seine ersten Erfolge als Rapper hatte Kian Rosenberg Larsson alias Gilli Anfang der 2010er Jahre zusammen mit der B.O.C.-Crew von Benny Jamz und Kesi. Mit Små børn hatte er 2012 auch einen ersten kleineren eigenen Hit in den Charts. In der Rapszene hinterließ er zwei Jahre später bleibenden Eindruck einerseits mit dem wegweisenden D.A.U.D.A. von Sivas und andererseits mit dem Rapfilm Ækte vare, in dem er eine Hauptrolle spielte. Sein Album zum Film brachte ihn in die Top 10 der dänischen Charts.
2015 hatte er dann mit C’est la vie mit Unterstützung von Mellemfingamuzik seinen ersten Nummer-eins-Hit. Wenige Monate später folgte mit Tidligt op eine weitere alleinige Nummer eins. Von da an war er regelmäßig auf den vordersten Chartplätzen vertreten. Mit Benny Jamz und Stepz und Branco von Mellemfingamuzik gründete er auch das Molotov Movement, kurz Molo. Zu viert brachten sie mehrere Songs und ein Album heraus. Erst 2019 veröffentlichte er erstmals ein eigenes richtiges Studioalbum mit dem Titel Kiko, das sofort auf Platz 1 einstieg und neben dem Nummer-eins-Hit Vai amor noch sechs weitere Charthits brachte. 2020 veröffentlichte er mit Branco das gemeinsame Album Euro Connection und erreichte damit erneut die Chartspitze. Im Juli 2020 hatte Gilli mit Snik snak seine 15. Nummer-eins-Single.

## Diskografie

### Alben
| Jahr | Titel                     | Höchstplatzierung, Gesamtwochen, AuszeichnungChartsChartplatzierungen (Jahr, Titel, Platzierungen, Wochen, Auszeichnungen, Anmerkungen) | Anmerkungen                                                               |
| Jahr | Titel                     | DK | Anmerkungen                                                               |
| ---- | ------------------------- | --- | ------------------------------------------------------------------------- |
| 2014 | Ækte vare                 | DK8 ×3Dreifachplatin · (24 Wo.)DK | Erstveröffentlichung: 1. April 2014                                       |
| 2018 | Molo                      | DK3 Gold · (11 Wo.)DK | Erstveröffentlichung: 16. Juni 2018 als Teil von Molo                     |
| 2019 | Kiko                      | DK1 ×7Siebenfachplatin · (143 Wo.)DK | Erstveröffentlichung: 13. Juli 2019                                       |
| 2020 | Euro Connection           | DK1 ×3Dreifachplatin · (70 Wo.)DK | Erstveröffentlichung: 5. Februar 2020 mit Branco                          |
| 2021 | Mere end musik            | DK1 ×4Vierfachplatin · (88 Wo.)DK | Erstveröffentlichung: 18. Juni 2021 Benny Jamz, Gilli & Kesi feat. B.O.C. |
| 2022 | Carnival                  | DK1 ×5Fünffachplatin · (141 Wo.)DK | Erstveröffentlichung: 13. Januar 2022                                     |
| 2022 | Suave World               | DK1 ×3Dreifachplatin · (97 Wo.)DK | Erstveröffentlichung: 15. Oktober 2022                                    |
| 2023 | Kiko Club                 | DK1 ×3Dreifachplatin · (67 Wo.)DK | Erstveröffentlichung: 2. November 2023                                    |
| 2024 | Kenny                     | DK1 ×3Dreifachplatin · (… Wo.)DK | Erstveröffentlichung: 20. Juni 2024 mit Benny Jamz                        |
| 2025 | Rene hjerter vinder altid | DK1 Gold · (… Wo.)DK | Erstveröffentlichung: 1. Mai 2025                                         |

### Singles
| Jahr | Titel Album                                           | Höchstplatzierung, Gesamtwochen, AuszeichnungChartsChartplatzierungen (Jahr, Titel, Album, Platzierungen, Wochen, Auszeichnungen, Anmerkungen) | Anmerkungen                                                                   |
| Jahr | Titel Album                                           | DK | Anmerkungen                                                                   |
| --- | ----------------------------------------------------- | --- | ----------------------------------------------------------------------------- |
| 2012 | Små børn –                                            | DK34 (1 Wo.)DK | Erstveröffentlichung: 8. April 2012                                           |
| 2015 | Orale –                                               | DK24 ×3Dreifachplatin · (11 Wo.)DK | Erstveröffentlichung: 6. Juli 2015                                            |
| 2015 | C’est la vie –                                        | DK1 ×4Vierfachplatin · (29 Wo.)DK | Erstveröffentlichung: 4. August 2015 feat. Mellemfingamuzik                   |
| 2016 | Tidligt op –                                          | DK1 ×4Vierfachplatin · (19 Wo.)DK | Erstveröffentlichung: 15. Januar 2016                                         |
| 2016 | Adios –                                               | DK20 Platin · (6 Wo.)DK | Erstveröffentlichung: 15. Juli 2016 feat. Kesi                                |
| 2016 | Helwa –                                               | DK2 ×2Doppelplatin · (14 Wo.)DK | Erstveröffentlichung: 28. November 2016                                       |
| 2017 | La Varrio (El Barrio) –                               | DK4 Platin · (9 Wo.)DK | Erstveröffentlichung: 7. April 2017                                           |
| 2017 | Habibi aiwa –                                         | DK2 ×4Vierfachplatin · (29 Wo.)DK | Erstveröffentlichung: 12. Mai 2017                                            |
| 2017 | Rica –                                                | DK2 ×4Vierfachplatin · (31 Wo.)DK | Erstveröffentlichung: 6. Juni 2017 feat. Kesi & Sivas                         |
| 2017 | Langsom –                                             | DK1 ×3Dreifachplatin · (23 Wo.)DK | Erstveröffentlichung: 31. Dezember 2017                                       |
| 2018 | Tranquillo –                                          | DK1 Platin · (9 Wo.)DK | Erstveröffentlichung: 16. Februar 2018 feat. Branco                           |
| 2018 | Mon p’tit loup –                                      | DK5 Platin · (7 Wo.)DK | Erstveröffentlichung: 21. Mai 2018                                            |
| 2018 | Frero –                                               | DK7 Gold · (6 Wo.)DK | Erstveröffentlichung: 21. Mai 2018                                            |
| 2018 | Oui –                                                 | DK1 ×3Dreifachplatin · (22 Wo.)DK | Erstveröffentlichung: 30. Mai 2018 mit Sivas & Node                           |
| 2018 | Mi Lulu –                                             | DK4 Gold · (4 Wo.)DK | Erstveröffentlichung: 3. August 2018                                          |
| 2018 | Mama –                                                | DK6 Gold · (7 Wo.)DK | Erstveröffentlichung: 30. November 2018 feat. Kesi                            |
| 2018 | Kolde nætter –                                        | DK1 Platin · (10 Wo.)DK | Erstveröffentlichung: 31. Dezember 2018                                       |
| 2019 | Planer –                                              | DK3 Gold · (5 Wo.)DK | Erstveröffentlichung: 15. Februar 2019 mit Branco                             |
| 2019 | All In –                                              | DK4 ×2Doppelplatin · (13 Wo.)DK | Erstveröffentlichung: 12. April 2019 mit Branco                               |
| 2019 | Vai amor Kiko                                         | DK1 ×4Vierfachplatin · (33 Wo.)DK | Erstveröffentlichung: 17. Mai 2019                                            |
| 2019 | London Town –                                         | DK2 ×3Dreifachplatin · (23 Wo.)DK | Erstveröffentlichung: 4. Oktober 2019 mit Branco                              |
| 2019 | Verden vender Euro Connection                         | DK1 Platin · (16 Wo.)DK | Erstveröffentlichung: 31. Oktober 2019 mit Branco                             |
| 2020 | Back to Business Euro Connection                      | DK2 Platin · (8 Wo.)DK | Erstveröffentlichung: 29. Januar 2020 mit Branco                              |
| 2020 | L.U.V. –                                              | DK1 Platin · (15 Wo.)DK | Erstveröffentlichung: 12. Juni 2020                                           |
| 2020 | Snik snak –                                           | DK1 Platin · (19 Wo.)DK | Erstveröffentlichung: 26. Juni 2020                                           |
| 2020 | Can’t Lose –                                          | DK14 (5 Wo.)DK | Erstveröffentlichung: 29. August 2020 mit Mr Eazi                             |
| 2020 | 3Style –                                              | DK2 Gold · (7 Wo.)DK | Erstveröffentlichung: 24. September 2020                                      |
| 2020 | Mozart –                                              | DK13 (2 Wo.)DK | Erstveröffentlichung: 6. November 2020 mit Benny Jamz                         |
| 2020 | Kopenhagen –                                          | DK17 Platin · (7 Wo.)DK | Erstveröffentlichung: 27. November 2020 feat. Icekiid & Noah Carter           |
| 2021 | Wawa –                                                | DK3 Platin · (13 Wo.)DK | Erstveröffentlichung: 19. März 2021 Benny Jamz, Gilli & Kesi feat. B.O.C.     |
| 2021 | B.O. Bop –                                            | DK27 (1 Wo.)DK | Erstveröffentlichung: 19. März 2021 Benny Jamz, Gilli & Kesi feat. B.O.C.     |
| 2021 | No Love –                                             | DK3 Gold · (7 Wo.)DK | Erstveröffentlichung: 16. April 2021 Benny Jamz, Gilli & Kesi feat. B.O.C.    |
| 2021 | Kærlighed –                                           | DK1 Platin · (12 Wo.)DK | Erstveröffentlichung: 7. Mai 2021                                             |
| 2021 | Hajde Mere end musik                                  | DK3 Platin · (16 Wo.)DK | Erstveröffentlichung: 28. Mai 2021 Benny Jamz, Gilli & Kesi feat. B.O.C.      |
| 2022 | Europa Life –                                         | DK9 Gold · (2 Wo.)DK | Erstveröffentlichung: 3. März 2022 mit Benny Jamz                             |
| 2022 | Elo Elo –                                             | DK2 Platin · (13 Wo.)DK | Erstveröffentlichung: 30. Dezember 2022 Benny Jamz, Gilli & Kesi feat. B.O.C. |
| 2023 | Under radar –                                         | DK7 Platin · (17 Wo.)DK | Erstveröffentlichung: 9. Juni 2023 Benny Jamz, Gilli & Kesi feat. B.O.C.      |
| 2023 | Skarpt lys Kiko Club                                  | DK1 ×2Doppelplatin · (37 Wo.)DK | Erstveröffentlichung: 6. Oktober 2023                                         |
| 2023 | Du & jeg Kiko Club                                    | DK7 (3 Wo.)DK | Erstveröffentlichung: 27. Oktober 2023                                        |
| 2024 | Robocop –                                             | DK12 (5 Wo.)DK | Erstveröffentlichung: 30. Dezember 2024                                       |
| 2025 | Bipolar –                                             | DK2 Gold · (… Wo.)DK | Erstveröffentlichung: 7. Juni 2025 mit Benny Jamz, Kesi, Lamin & B.O.C.       |
| 2025 | Generation Gaza –                                     | DK26 (… Wo.)DK | Erstveröffentlichung: 4. Juli 2025 mit Generationgaza, Miklo & Guleed         |
| Folgende Lieder erschienen nicht als Single, wurden aber durch das Album zum Download und Streaming bereitgestellt und konnten somit eine Platzierung erlangen: |                                                       | |                                                                               |
| |                                                       | |                                                                               |
| 2018 | Fryse Molo                                            | DK24 (1 Wo.)DK | als Teil von Molo                                                             |
| 2018 | Udsigt Molo                                           | DK29 (1 Wo.)DK | als Teil von Molo                                                             |
| 2019 | Culo Kiko                                             | DK4 Platin · (18 Wo.)DK | feat. Branco                                                                  |
| 2019 | Langt væk Kiko                                        | DK9 Platin · (8 Wo.)DK |                                                                               |
| 2019 | Lyca Kikom                                            | DK11 Platin · (8 Wo.)DK | feat. Kesi                                                                    |
| 2019 | Ingenting at sige Kiko                                | DK15 Platin · (16 Wo.)DK | feat. Node                                                                    |
| 2019 | Løgn Kiko                                             | DK19 Gold · (3 Wo.)DK |                                                                               |
| 2019 | Corazon Kiko                                          | DK23 Gold · (2 Wo.)DK |                                                                               |
| 2019 | 100 Kiko                                              | DK25 Gold · (2 Wo.)DK | feat. Benny Jamz, Branco & Kesi                                               |
| 2019 | Dag 1 Kiko                                            | DK28 Platin · (3 Wo.)DK |                                                                               |
| 2019 | Principperne Kiko                                     | DK29 Gold · (2 Wo.)DK | feat. Benny Jamz                                                              |
| 2019 | Ikke alene Kiko                                       | DK30 Gold · (1 Wo.)DK |                                                                               |
| 2019 | Selv Kiko                                             | DK32 (1 Wo.)DK | featuring Benny Jamz & Branco                                                 |
| 2019 | Mama Rosa Kiko                                        | DK33 Gold · (1 Wo.)DK |                                                                               |
| 2020 | La danza Euro Connection                              | DK1 ×3Dreifachplatin · (33 Wo.)DK | mit Branco                                                                    |
| 2020 | Napoli Euro Connection                                | DK4 Platin · (7 Wo.)DK | mit Branco                                                                    |
| 2020 | Mon cheri Euro Connection                             | DK14 (2 Wo.)DK | mit Branco & feat. Amina                                                      |
| 2020 | Murda Euro Connection                                 | DK18 (1 Wo.)DK | mit Branco                                                                    |
| 2020 | Money Moves Euro Connection                           | DK27 (1 Wo.)DK | mit Branco                                                                    |
| 2020 | Believer Euro Connection                              | DK34 (1 Wo.)DK | mit Branco                                                                    |
| 2020 | Eazy Euro Connection                                  | DK35 (1 Wo.)DK | mit Branco                                                                    |
| 2020 | Intro Euro Connection                                 | DK38 (1 Wo.)DK | mit Branco                                                                    |
| 2021 | Ibiza Mere end musik                                  | DK1 ×4Vierfachplatin · (61 Wo.)DK | Benny Jamz, Gilli & Kesi feat. B.O.C.                                         |
| 2021 | Kalder på dig Mere end musik                          | DK9 Platin · (9 Wo.)DK | Benny Jamz, Gilli & Kesi feat. Rasmus Seebach                                 |
| 2021 | Casino Mere end musik                                 | DK17 Gold · (2 Wo.)DK | Benny Jamz, Gilli & Kesi feat. B.O.C.                                         |
| 2021 | Perspektiv Mere end musik                             | DK26 (1 Wo.)DK | Benny Jamz, Gilli & Kesi feat. Noah Carter                                    |
| 2021 | Lifestyle Mere end musik                              | DK31 Gold · (1 Wo.)DK | Benny Jamz, Gilli & Kesi feat. B.O.C.                                         |
| 2021 | Shoebox Money Mere end musik                          | DK36 (1 Wo.)DK | Benny Jamz, Gilli & Kesi feat. B.O.C.                                         |
| 2021 | Dyckman Mere end musik                                | DK40 (1 Wo.)DK | Benny Jamz, Gilli & Kesi feat. Semih Automatisk & Statmilz                    |
| 2022 | Kender ik’ i morgen Carnival                          | DK2 ×3Dreifachplatin · (38 Wo.)DK |                                                                               |
| 2022 | Peligrosa Carnival                                    | DK3 Platin · (10 Wo.)DK |                                                                               |
| 2022 | Baianá Carnival                                       | DK4 ×2Doppelplatin · (11 Wo.)DK |                                                                               |
| 2022 | Miami Vicer Carnival                                  | DK8 ×2Doppelplatin · (33 Wo.)DK |                                                                               |
| 2022 | 1 sammen Carnival                                     | DK9 Gold · (4 Wo.)DK |                                                                               |
| 2022 | No pasa nada Carnival                                 | DK10 (3 Wo.)DK |                                                                               |
| 2022 | Avantgarde Carnival                                   | DK13 (3 Wo.)DK |                                                                               |
| 2022 | Urørlig Carnival                                      | DK21 (3 Wo.)DK |                                                                               |
| 2022 | Brazil Carnival                                       | DK22 (1 Wo.)DK | featuring Prinsess Jorge                                                      |
| 2022 | Bariostar Carnival                                    | DK23 (1 Wo.)DK |                                                                               |
| 2022 | Ik’ lige nu Carnival                                  | DK28 (1 Wo.)DK |                                                                               |
| 2022 | Verden vågner Suave World                             | DK1 ×3Dreifachplatin · (51 Wo.)DK | mit Saveus                                                                    |
| 2022 | Paid Suave World                                      | DK4 Platin · (9 Wo.)DK |                                                                               |
| 2022 | Romario Suave World                                   | DK5 Gold · (8 Wo.)DK |                                                                               |
| 2022 | Du min Suave World                                    | DK10 Gold · (5 Wo.)DK | mit Benny Jamz & Kesi                                                         |
| 2022 | Money Dial Suave World                                | DK12 (2 Wo.)DK |                                                                               |
| 2022 | Life Suave World                                      | DK19 (1 Wo.)DK |                                                                               |
| 2022 | Varmeste Herinde Suave World                          | DK27 (1 Wo.)DK |                                                                               |
| 2022 | Lad livet gåd Suave World                             | DK30 (1 Wo.)DK |                                                                               |
| 2022 | En gang til Suave World                               | DK35 (1 Wo.)DK |                                                                               |
| 2022 | Ligesom os Suave World                                | DK38 (1 Wo.)DK |                                                                               |
| 2022 | Lever nu Suave World                                  | DK39 (1 Wo.)DK | mit Benny Jamz & Kesi                                                         |
| 2023 | 555 Kiko Club                                         | DK1 ×3Dreifachplatin · (46 Wo.)DK | feat. Kesi                                                                    |
| 2023 | Midnight Madness Kiko Club                            | DK17 Gold · (1 Wo.)DK |                                                                               |
| 2023 | Spinner Kiko Club                                     | DK18 (1 Wo.)DK | feat. Makar                                                                   |
| 2023 | Vise dig vejen Kiko Club                              | DK19 (1 Wo.)DK | feat. Benny Jamz                                                              |
| 2023 | Ingen som os Kiko Club                                | DK20 (1 Wo.)DK | mit Benny Jamz & Kesi                                                         |
| 2023 | Chance Kiko Club                                      | DK24 (1 Wo.)DK |                                                                               |
| 2024 | Reposado Kenny                                        | DK2 ×2Doppelplatin · (… Wo.)DK | mit Benny Jamz                                                                |
| 2024 | Tillid Kenny                                          | DK11 (3 Wo.)DK | mit Benny Jamz                                                                |
| 2024 | Chicagenhagen Kenny                                   | DK12 Platin · (10 Wo.)DK | mit Benny Jamz                                                                |
| 2024 | Peace & Love Kenny                                    | DK25 (1 Wo.)DK | mit Benny Jamz                                                                |
| 2024 | Stressfri Kenny                                       | DK26 (1 Wo.)DK | mit Benny Jamz                                                                |
| 2024 | Eurobando Kenny                                       | DK34 Gold · (3 Wo.)DK | mit Benny Jamz                                                                |
| 2024 | Denim Kenny                                           | DK36 (1 Wo.)DK | mit Benny Jamz & Noah Carter                                                  |
| 2024 | Booty Up Kenny                                        | DK7 Platin · (19 Wo.)DK | mit Benny Jamz                                                                |
| 2025 | Rene hjerter Rene hjerter vinder altid                | DK2 Gold · (… Wo.)DK |                                                                               |
| 2025 | Tilbage Rene hjerter vinder altid                     | DK3 Gold · (9 Wo.)DK |                                                                               |
| 2025 | Ryggen mod muren Rene hjerter vinder altid            | DK9 (3 Wo.)DK | feat. Lamin & Hans Philip                                                     |
| 2025 | Hvad vi har set Rene hjerter vinder altid             | DK13 (1 Wo.)DK |                                                                               |
| 2025 | Bind for øjnene Rene hjerter vinder altid             | DK19 (1 Wo.)DK |                                                                               |
| 2025 | Har ikke tænkt mig at blive Rene hjerter vinder altid | DK26 (1 Wo.)DK |                                                                               |

### Gastbeiträge
| Jahr | Titel Album                    | Höchstplatzierung, Gesamtwochen, AuszeichnungChartsChartplatzierungen (Jahr, Titel, Album, Platzierungen, Wochen, Auszeichnungen, Anmerkungen) | Anmerkungen                                                                              |
| Jahr | Titel Album                    | DK | Anmerkungen                                                                              |
| --- | ------------------------------ | --- | ---------------------------------------------------------------------------------------- |
| 2013 | D.A.U.D.A. –                   | DK27 ×3×2Dreifachplatin + Doppelplatin (Streaming) · (3 Wo.)DK                                                                                 | Erstveröffentlichung: 16. September 2013 Sivas feat. Gilli                               |
| 2015 | Går i søvne –                  | DK37 (1 Wo.)DK | Erstveröffentlichung: 26. Juni 2015 Murro feat. Gilli                                    |
| 2015 | Tyveri –                       | DK7 Platin · (21 Wo.)DK | Erstveröffentlichung: 6. August 2015 Hasan Shah feat. Gilli                              |
| 2016 | Alt eller intet –              | DK19 Platin · (7 Wo.)DK | Erstveröffentlichung: 17. Juni 2016 Sleiman feat. Gilli                                  |
| 2016 | Zebah –                        | DK25 Gold · (4 Wo.)DK | Erstveröffentlichung: 16. September 2016 Node feat. Gilli                                |
| 2016 | Udenfor –                      | DK30 Gold · (1 Wo.)DK | Erstveröffentlichung: 3. November 2016 Molo feat. Benny Jamz, Gilli & Mellemfingazmuzik  |
| 2016 | Nu –                           | DK37 Platin · (1 Wo.)DK | Erstveröffentlichung: 6. Dezember 2016 Molo feat. Benny Jamz, Gilli & Mellemfingazmuzik  |
| 2017 | Bølgen –                       | DK5 ×2Doppelplatin · (5 Wo.)DK | Erstveröffentlichung: 27. Januar 2017 Molo feat. Benny Jamz, Gilli & Mellemfingazmuzik   |
| 2017 | Consigliere –                  | DK11 Platin · (4 Wo.)DK | Erstveröffentlichung: 10. März 2017 Kesi feat. Gilli                                     |
| 2017 | Skejsenla –                    | DK11 ×2Doppelplatin · (7 Wo.)DK | Erstveröffentlichung: 7. April 2017 Molo feat. Benny Jamz, Gilli & Mellemfingazmuzik     |
| 2017 | Op –                           | DK5 Platin · (7 Wo.)DK | Erstveröffentlichung: 7. Juli 2017 Kesi feat. Gilli & Benny Jamz                         |
| 2017 | Designer –                     | DK17 Gold · (3 Wo.)DK | Erstveröffentlichung: 7. Juli 2017 Kesi feat. Gilli                                      |
| 2017 | Allesammen alene –             | DK25 Gold · (3 Wo.)DK | Erstveröffentlichung: 28. Juli 2017 Benny Jamz feat. Gilli                               |
| 2017 | Plat eller krone –             | DK12 Gold · (2 Wo.)DK | Erstveröffentlichung: 18. August 2017 Carmon feat. Gilli                                 |
| 2017 | Comme ci comme ça –            | DK2 Platin · (12 Wo.)DK | Erstveröffentlichung: 1. September 2017 Basim feat. Gilli                                |
| 2017 | Dedikeret –                    | DK3 Platin · (8 Wo.)DK | Erstveröffentlichung: 22. September 2017 Molo feat. Gilli                                |
| 2017 | Stilen lagt –                  | DK4 Platin · (8 Wo.)DK | Erstveröffentlichung: 30. November 2017 Molo feat. Benny Jamz, Gilli & Mellemfingazmuzik |
| 2018 | Carnalismo Cambiarme           | DK5 Gold · (8 Wo.)DK | Erstveröffentlichung: 17. Januar 2018 Node feat. Branco & Gilli                          |
| 2018 | Colombianala –                 | DK4 Gold · (6 Wo.)DK | Erstveröffentlichung: 11. April 2018 Sivas feat. Gilli                                   |
| 2018 | Holder fast –                  | DK1 ×2Doppelplatin · (17 Wo.)DK | Erstveröffentlichung: 27. April 2018 Hennedub feat. Gilli & Lukas Graham                 |
| 2018 | Su casa –                      | DK1 ×3Dreifachplatin · (13 Wo.)DK | Erstveröffentlichung: 10. August 2018 Kesi feat. Gilli                                   |
| 2018 | Chopper Tale –                 | DK4 Gold · (6 Wo.)DK | Erstveröffentlichung: 14. September 2018 A’typisk feat. Branco & Gilli                   |
| 2018 | Stjæle eller eje –             | DK7 Gold · (5 Wo.)DK | Erstveröffentlichung: 12. Oktober 2018 Awada feat. Gilli & Toko                          |
| 2018 | Livstil –                      | DK2 Platin · (6 Wo.)DK | Erstveröffentlichung: 15. Oktober 2018 Molo feat. Benny Jamz, Gilli & Mellemfingamuzik   |
| 2018 | Safari –                       | DK5 Platin · (5 Wo.)DK | Erstveröffentlichung: 24. Oktober 2018 Molo feat. Benny Jamz, Gilli & Mellemfingamuzik   |
| 2019 | Aldrig for sjov –              | DK7 Gold · (4 Wo.)DK | Erstveröffentlichung: 18. Januar 2019 A’typisk feat. Branco & Gilli                      |
| 2019 | Plata O Plomo –                | DK18 (3 Wo.)DK | Erstveröffentlichung: 20. September 2019 A’typisk x Gilli                                |
| 2019 | Sektion 1010                   | DK6 Gold · (3 Wo.)DK | Erstveröffentlichung: 30. Dezember 2019 Benny Jamz featuring Branco & Gilli              |
| 2020 | Limbo –                        | DK6 Gold · (4 Wo.)DK | Erstveröffentlichung: 10. Januar 2020 Node feat. Gilli                                   |
| 2020 | Winter Season –                | DK3 Gold · (8 Wo.)DK | Erstveröffentlichung: 24. Januar 2020 Amina feat. Gilli                                  |
| 2020 | Pas oublié –                   | DK15 Gold · (8 Wo.)DK | Erstveröffentlichung: 28. Februar 2020 Isaac Kasule feat. Gilli                          |
| 2020 | Kiki –                         | DK1 Platin · (11 Wo.)DK | Erstveröffentlichung: 15. Mai 2020 Lolo feat. Gilli                                      |
| 2020 | Filur –                        | DK2 Platin · (9 Wo.)DK | Erstveröffentlichung: 18. September 2020 Larry 44 feat. Gilli                            |
| 2023 | Spørgsmål Dit liv dit valg     | DK3 Gold · (6 Wo.)DK | Erstveröffentlichung: 10. Februar 2023 Stepz feat. Gilli & Lamin                         |
| 2024 | Intet nyt –                    | DK2 Gold · (10 Wo.)DK | Erstveröffentlichung: 2. Februar 2024 Merro8 feat. Gilli                                 |
| 2025 | Handsome –                     | DK4 Gold · (… Wo.)DK | Erstveröffentlichung: 15. Mai 2025 Anton Westerlin feat. Benjamin Hav, Josva & Gilli     |
| Folgende Lieder erschienen nicht als Single, wurden aber durch das Album zum Download und Streaming bereitgestellt und konnten somit eine Platzierung erlangen: |                                | |                                                                                          |
| |                                | |                                                                                          |
| 2012 | Gadehjørne Bomber Over Centrum | DK17 Gold (Streaming) · (1 Wo.)DK | Kesi feat. Gilli & Mass                                                                  |
| 2016 | Kun hinanden Familie Før Para  | DK21 (7 Wo.)DK | Sivas feat. Gilli                                                                        |
| 2018 | For mig selv Cambiarme         | DK5 Platin · (11 Wo.)DK | Node feat. Gilli                                                                         |
| 2019 | Rally Contra                   | DK6 Platin · (7 Wo.)DK | Sivas feat. Gilli                                                                        |
| 2019 | Investere Baba Business        | DK18 (1 Wo.)DK | Branco feat. Stepz, Gilli & Benny Jamz                                                   |
| 2019 | Traficanté Baba Business       | DK22 Gold · (2 Wo.)DK | Branco feat. Gilli & Benny Jamz                                                          |
| 2019 | BDK 888                        | DK2 Platin · (12 Wo.)DK | Kesi feat. Gilli                                                                         |
| 2019 | Hele vejen 888                 | DK10 Gold · (3 Wo.)DK | Kesi feat. Gilli                                                                         |
| 2019 | Endnu Stepzologi               | DK3 Platin · (11 Wo.)DK | Stepz feat. Gilli, Benny Jamz & Branco                                                   |
| 2019 | R.E.D. TattleTales             | DK34 (1 Wo.)DK | 6ix9ine feat. Sleiman & Gilli                                                            |
| 2019 | Kærlighed A Niveau             | DK1 ×2Doppelplatin · (21 Wo.)DK | A’typisk feat. Gilli & Kesi                                                              |
| 2020 | Brobizz Blokhavn               | DK11 Gold · (7 Wo.)DK | Gigis feat. Gilli                                                                        |
| 2020 | Hygger mig pt. 2 BO4L          | DK8 Platin · (2 Wo.)DK | Kesi feat. Gilli                                                                         |
| 2021 | Vibes 3                        | DK2 Platin · (19 Wo.)DK | Node feat. Gilli                                                                         |
| 2022 | Benzema Jamo                   | DK18 Gold · (3 Wo.)DK | Benny Jamz feat. Gilli                                                                   |
| 2023 | Fast Life Dit liv dit valg     | DK6 Gold · (2 Wo.)DK | Stepz feat. Gilli                                                                        |
| 2023 | Tudo Bem Ny Sejr               | DK2 Platin · (17 Wo.)DK | Benny Jamz feat. Gilli                                                                   |
| 2024 | Sprite & Vodka Noahs Ark       | DK6 Gold · (6 Wo.)DK | Noah Carter feat. Kesi & Gilli                                                           |
| 2024 | Lad mig lande Noahs Ark        | DK33 (1 Wo.)DK | Noah Carter feat. Kesi, Gilli, Kimbo & Sivas                                             |
| 2024 | Hva du på De her timer         | DK1 ×2Doppelplatin · (… Wo.)DK | Lamin feat. Gilli                                                                        |
| 2024 | E.T.A. FOMO 88.8 FM            | DK8 Gold · (5 Wo.)DK | Kesi feat. Gilli                                                                         |
| 2025 | Bar bund AW                    | DK3 Gold · (… Wo.)DK | Annika feat. Gilli                                                                       |
| 2025 | Pogba Guld & Grønne            | DK6 (… Wo.)DK | Noah Carter feat. Gilli                                                                  |
| 2025 | Chvorviridag Rdustadigher4mig  | DK30 (1 Wo.)DK | Sivas feat. Gilli & Kesi                                                                 |

Weitere Gastbeiträge
- 2024: Korrupt (Amro feat. Gilli, DK: Gold)

## Auszeichnungen für Musikverkäufe
| Goldene Schallplatte - Dänemark - 2018: für das Lied Trykker sedler - 2020: für das Lied Alt jeg har set - 2020: für das Lied Penge kommer går - 2020: für das Lied Ung entreprenør - 2021: für das Lied Vors - 2023: für das Lied Stik AF - 2024: für das Lied Tale Til Dem | Platin-Schallplatte - Dänemark - 2014: für das Streaming Knokler hårdt - 2020: für das Lied A. P. Møller - 2025: für das Lied Cocaina 3× Platin-Schallplatte - Dänemark - 2024: für das Lied Knokler hårdt |

Anmerkung: Auszeichnungen in Ländern aus den Charttabellen bzw. Chartboxen sind in ebendiesen zu finden.
| Land/RegionAuszeichnungen für Musikverkäufe (Land/Region, Auszeichnungen, Verkäufe, Quellen) | Gold       | Platin         | Verkäufe   | Quellen |
| -------------------------------------------------------------------------------------------- | ---------- | -------------- | ---------- | ------- |
| Dänemark (IFPI)                                                                              | 59× Gold59 | 160× Platin160 | 14.555.000 | ifpi.dk |
| Insgesamt                                                                                    | 59× Gold59 | 160× Platin160 |            |         |